# Постумус, Ханс
Йоха́ннес По́стумус (нидерл. Johannes Posthumus; 10 марта 1947, Хардервейк, Гелдерланд — 15 февраля 2016, Граве, Северный Брабант) — нидерландский футболист, играл на позиции нападающего.

## Биография

### Клубная карьера
Постмус начинал карьеру в любительском клубе ВВОГ, в котором отыграл четыре сезона. В 1969 году перешёл в «Вагенинген», в составе которого отыграл один сезон и по итогам сезона с 27 мячами стал лучшим бомбардиром Второго дивизиона.
По окончании сезона Постмус перешёл в «Фейеноорд», один из сильнейших клубов того периода. За новую команду Постумус дебютировал 18 февраля 1971 года в матче чемпионата страны против МВВ; игра закончилась победой «Фейеноорда» со счётом 1:0. В том же сезоне «Фейеноорд» завоевал чемпионский титул. Во втором сезоне за «Фейеноорд» Постумус сыграл в чемпионате страны 12 матчей, в которых забил 8 мячей.
Летом 1972 года Постмус стал игроком бельгийского «Расинга», за который играл два сезона, за которые забил 42 гола. В 1974 году он стал игроком «Льерса», в котором играл два сезона и по итогам сезона 1975/76 с 26 мячами стал лучшим бомбардиром чемпионата Бельгии. В 1976 году Постмус стал игроком клуба НЕК, в котором играл два с половиной сезона и в октябре 1978 года завершил карьеру игрока из-за проблем со спиной.

### Смерть
Скончался 15 февраля 2016 года в возрасте 68 лет.

## Достижения

### Командные
Фейеноорд
- Чемпион Нидерландов (1) : 1970/71

### Личные
- Лучший бомбардир чемпионата Бельгии (1) : 1975/76 (26 голов)